# Дайр (Невада)
Дайр (англ. Dyer) — невключённый населённый пункт, расположенный в долине Фиш-Лейк, округ Эсмералда, Невада (США). Согласно данным American Community Survey от 2018 года, население города составляет 324 человека. Населённый пункт обслуживает жителей окружающей его малонаселённой сельской местности, преимущественно состоящих из владельцев ранчо и индейцев-Пайютов. Город располагает АЗС, кафе, подразделением Почтовой службы США и аэропортом.
Дайр находится неподалёку от границы штата с Калифорнией.

## История
Местное почтовое отделение существует с 1889 года. Поселение получило своё название от находящегося неподалёку ранчо Дайр.

## Климат
Классификация климатов Кёппена охарактеризовывает климат Дайра и близлежащих территорий как семиаридный, присущий преимущественно полупустыням и степям.